# Élaine Turgeon
 (juillet 2024).
Si vous disposez d'ouvrages ou d'articles de référence ou si vous connaissez des sites web de qualité traitant du thème abordé ici, merci de compléter l'article en donnant les références utiles à sa vérifiabilité et en les liant à la section « Notes et références ».
 (mars 2022).
Pour les articles homonymes, voir Turgeon.
Élaine Turgeon est une écrivaine, enseignante, conseillère en pédagogie et conférencière québécoise.

## Biographie
Née à Québec le 27 novembre 1970, Élaine Turgeon grandit dans la capitale, et lit de nombreux ouvrages. Enfant, elle rêve déjà d’être écrivaine. À quinze ans, dépressive et entretenant une conception romantique de la mort, elle tente de mettre fin à ses jours. Cet événement sera plus tard l'élément déclencheur de l’écriture d’un roman pour adolescents portant sur le suicide. Toujours adolescente, elle lit entre autres Sartre, Camus et Baudelaire, « rien de très réjouissant ». Ce n’est qu’à l’âge adulte qu’elle redécouvrira les livres pour enfants.
En 1988, Élaine Turgeon déménage à Montréal où elle passe le baccalauréat en enseignement primaire et un certificat en littérature jeunesse à l’Université du Québec à Montréal de même qu’une maîtrise et un doctorat en didactique du français à l’Université de Montréal. Passionnée par la littérature, c’est l’exploitation de la littérature jeunesse en classe qu’elle y étudie alors. Son expérience de cinq ans comme enseignante au primaire ainsi que son parcours d’études supérieures l’amènent à être conseillère pédagogique.
Elle publie son premier roman en 1999. En 2005, elle publie Quand lire rime avec plaisir, un recueil de pistes d’exploitation de la littérature jeunesse en classe. La même année, elle adapte un deuxième ouvrage sur la didactique, Les cercles de lecture. Écrivaine pédagogue, elle anime des conférences sur son métier : sa démarche créative, ses inspirations, le processus de publication.
Actuellement présidente de Communications jeunesse (un organisme à but non lucratif dont le mandat est la défense de la littérature québécoise et canadienne-française pour la jeunesse), elle est également membre de l’Association des écrivains québécois pour la jeunesse. « Petit train va loin » étant sa devise, un échange culturel entre Communication-Jeunesse et la Bibliothèque Internationale de jeunesse de Munich lui permet en 2006 d’effectuer un stage dans la capitale bavaroise.

## Publications

### Œuvres littéraires
- Le père Noël travaille à mon école (2006)
- Ma vie ne sait pas nager (2006)
- Mon prof est une sorcière (2004)
- Une histoire tout feu tout flamme (2002)
- Une histoire à dormir debout (2001)
- Une histoire du tonnerre (2000)
- Une histoire tirée par la queue (1999)

### Matériel pédagogique
- Les cercles de lecture (2005)
- Quand lire rime avec plaisir (2005)